# Hackenheim
Hackenheim is een plaats in de Duitse deelstaat Rijnland-Palts, en maakt deel uit van de Landkreis Bad Kreuznach.
Hackenheim telt 2.062 inwoners.

## Bestuur
De plaats is een Ortsgemeinde en maakt deel uit van de Bad Kreuznach.